# Asta Nielsen

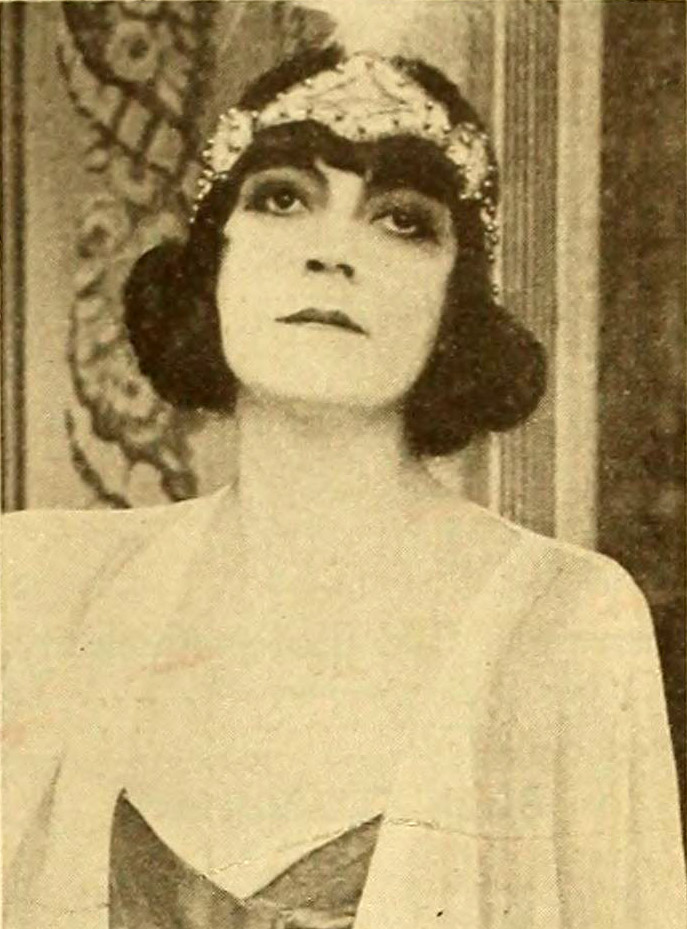
Asta Nielsen (1917).

Asta Sophie Amalie Nielsen, född 11 september 1881 i Vesterbro, Köpenhamn, Danmark, död 25 maj 1972 i Köpenhamn, var en dansk skådespelare, som räknas som en av de främsta inom stumfilmen. Asta Nielsen var tidig filmstjärna i Tyskland.

## Biografi
Nielsen studerade drama för skådespelaren Peter Jerndorff därefter blev hon antagen till Det Kongelige Teaters elevskole. Hon scendebuterade 1902 på Dagmarteatret i Köpenhamn där hon var verksam till och med 1905, med ett kortare avbrott för att turnera med Peter Fjelstrups Selskab i Norge och Sverige. Hennes blivande man Urban Gad skrev manuset till filmen Afgrunden med tanken att placera Nielsen i huvudrollen.
Hon flyttade till Tyskland 1911 för att försöka etablera sig som skådespelare i tysk film eftersom hon inte fick så många roller i dansk film. Hon och hennes dåvarande man regissören Urban Gad bildade ett eget tyskt filmbolag som producerade filmer med Nielsen marknadsförd som en stor filmstjärna. Hon flyttade hem till Danmark 1936 där hon var verksam med att skriva noveller för veckopressen.
Hon var gift första gången 1912–1918 med regissören Urban Gad, andra gången 1919–1923 med den svenske löjtnanten Ferdinand Wingårdh och tredje gången från 1970 med konsthandlaren Anders Christian Theede. Hon hade en dotter, född 1901. Åren 1923–1930 levde hon ihop med den rysk-franske  skådespelaren Gregori Chmara, men de gifte sig aldrig.

## Eftermäle
Asteroiden 1041 Asta är uppkallad efter henne.

## Filmografi i urval
- 1910 – Avgrunden
- 1911 – Svarta drömmen
- 1911 – Balettdansösen
- 1914 – Engelein
- 1919 – Mot ljuset
- 1921 – Fröken Julie
- 1921 – Hamlet
- 1921 – Die Büchse der Pandora
- 1923 – Erdgeist
- 1925 – Lebende Buddhas
- 1925 – Den glädjelösa gatan
- 1932 – Brustna drömmar